# Jakunowska Góra
Jakunowska Góra (niem. Jakunenberg) – część wsi Jakunówko w Polsce, w województwie warmińsko-mazurskim, w powiecie węgorzewskim, w gminie Pozezdrze.

## Nazwa
28 marca 1949 r. ustalono urzędową polską nazwę miejscowości – Jakunowska Góra, określając drugi przypadek jako Jakunowskiej Góry, a przymiotnik – górski.